# كل شيء أردت معرفته عن الجنس (لكن كنت خائفا أن تسأل) (فلم)
كل شيء أردت معرفته عن الجنس (لكن كنت خائفا أن تسأل) (بالانكليزية:Everything You Always Wanted to Know About Sex* (*But Were Afraid to Ask)) هو فيلم كوميدي أخرجه وودي آلن في عام 1972. الفيلم عبارة عن مجموعة من القصص القصيرة المستوحاة من كتاب للدكنور دافيد ريوبين والذي يحمل الاسم نفسه.

## روابط خارجية
- مقالات تستعمل روابط فنية بلا صلة مع ويكي بيانات